# Mohamed Khalil Jendoubi
Mohamed Khalil Jendoubi (arab. ‏محمد خليل الجندوبي‎)(ur. 1 czerwca 2002 w Tebourba) – tunezyjski zawodnik taekwondo, wicemistrz olimpijski z Tokio.

## Życiorys
Urodził się 1 czerwca 2002 roku w Tebourba.
W 2021 roku w barwach Tunezji wystartował na Letnich Igrzyskach Olimpijskich 2020, gdzie w kategorii wagowej do 58 kg wywalczył srebrny medal, w finale przegrywając z Włochem Vito Dell’Aquila.
Rok później na Mistrzostwach Świata w Taekwondo 2022 w Guadalajarze zdobył brązowy medal (po przegranej w półfinale z Jang Junem). Kilkukrotnie stawał też na podium Mistrzostw Afryki.